# Rookery British Cemetery
Le  Rookery British Cemetery  est un cimetière militaire britannique de la Première Guerre mondiale, situé sur le territoire de la commune d'Héninel , dans le département du Pas-de-Calais, à l'est d'Arras.
Cinq autres cimetières militaires britanniques sont implantés sur le territoire de la commune : le Héninel-Croisilles Road Cemetery, le Bootham Cemetery, Héninel, le Héninel Communal Cemetery Extension, le Chérisy Road East Cemetery et le Cuckoo Passage Cemetery.

## Localisation
Ce cimetière est situé à 1,5 km au sud-est du village. Après le chemin de Chérisy, il faut suivre un chemin vicinal qui conduit à Fontaine-lès-Croisilles. Le cimetière est situé à 200 m à l'intérieur des cultures.

## Histoire

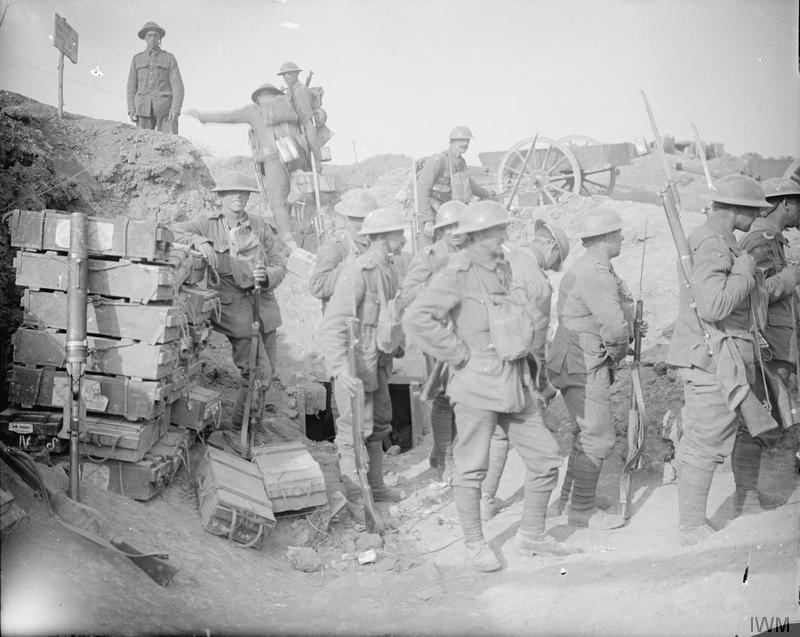
Les soldats britanniques à Héninel le 3 mai 1917.

Aux mains des Allemands dès fin août 1914, le village reste loin des combats jusqu'en mars 1917, date à laquelle les Allemands  évacuent tous les habitants et détruisent complètement les habitations pour transformer la zone en un no man's land à la suite de leur retrait sur la ligne Hindenburg.
La 21e division capture Héninel le 12 avril 1917 lors de la bataille d'Arras et avance vers l'est les deux jours suivants. La 33e division prend alors le relais de l'attaque.
En avril 1918, ce terrain est perdu lors de l'offensive du Printemps et est repris définitivement en août 1918.
Le cimetière britannique Rookery, qui doit son nom à un groupe de tranchées, est commencé en avril-juin 1917 et utilisé jusqu'en novembre 1917. Le cimetière contient 55 sépultures de la Première Guerre mondiale, dont une non identifiée.

## Caractéristiques
Ce cimetière a un plan rectangulaire de 25 m sur 10 et est entouré d'une haie d'arbustes.

## Sépultures
| Pays        | Sépultures |
| ----------- | ---------- |
| Royaume-Uni | 55         |

## Galerie

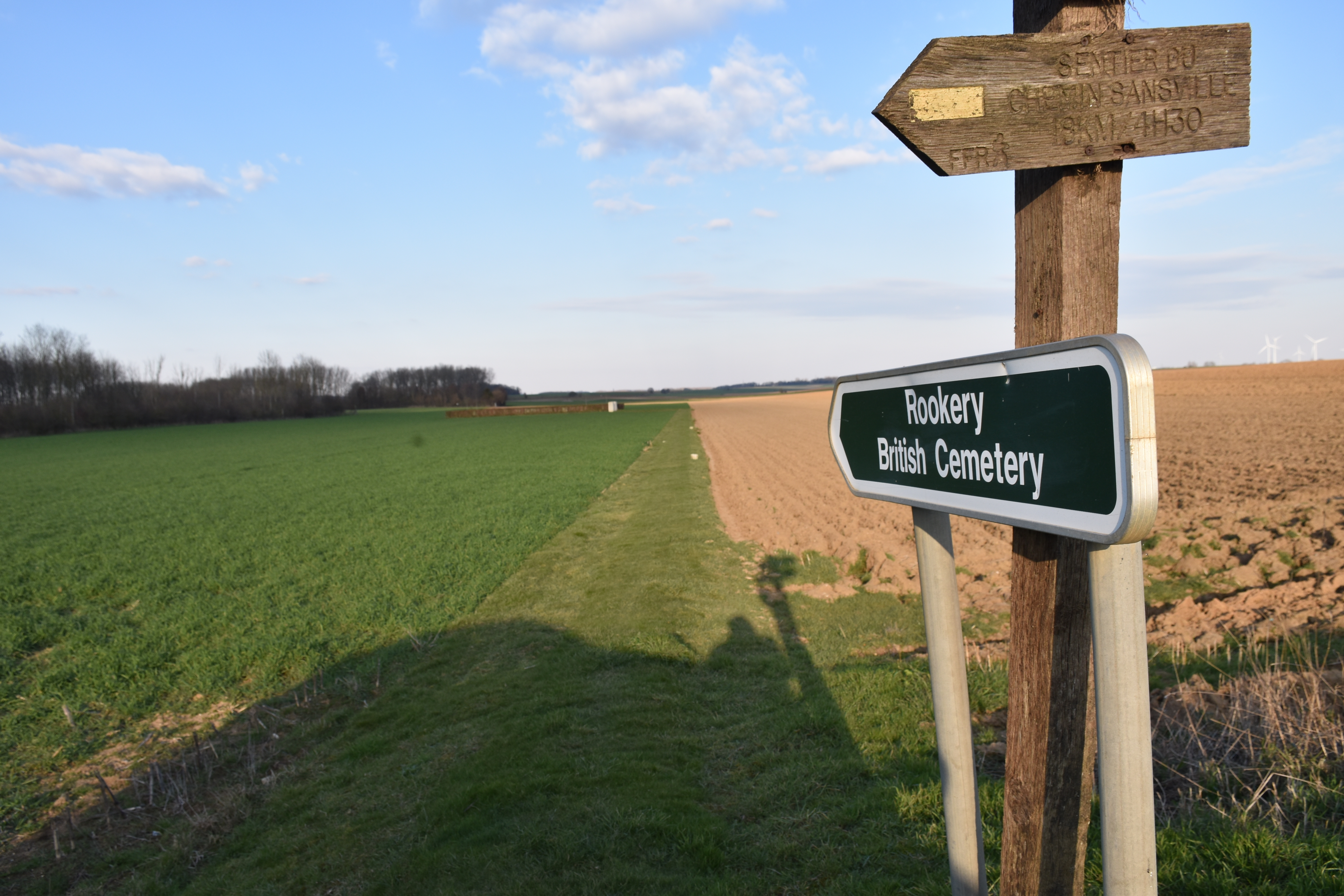
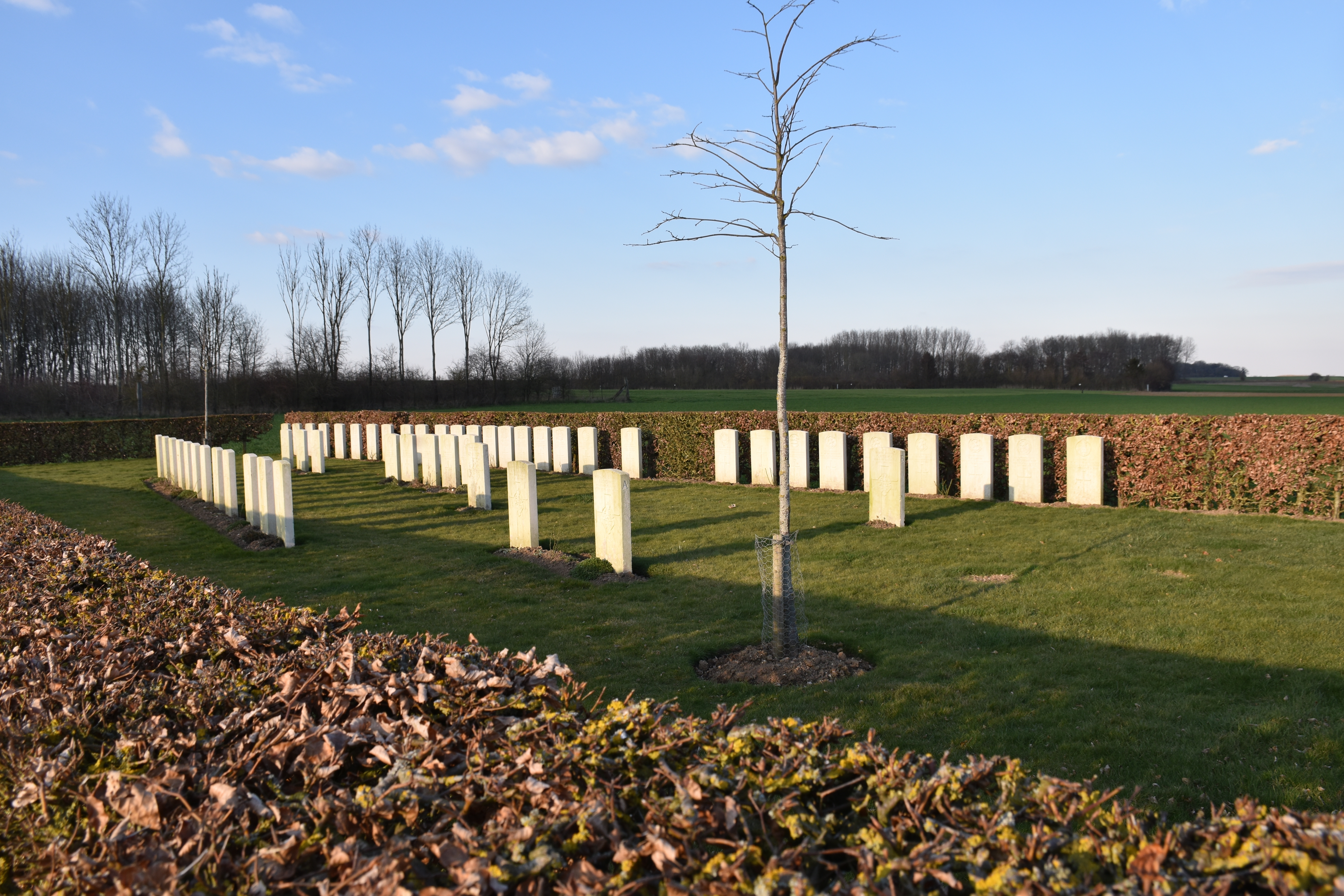
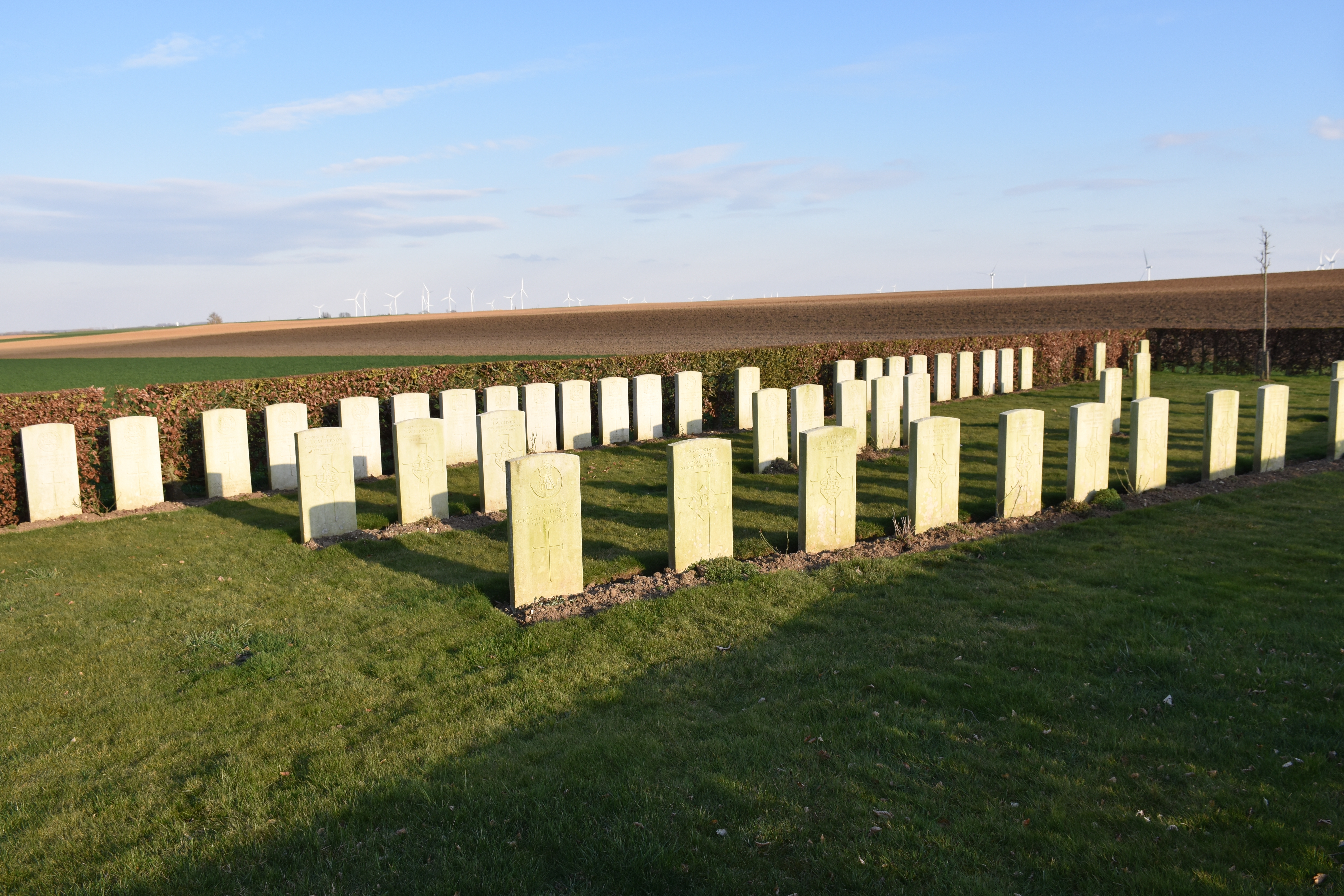
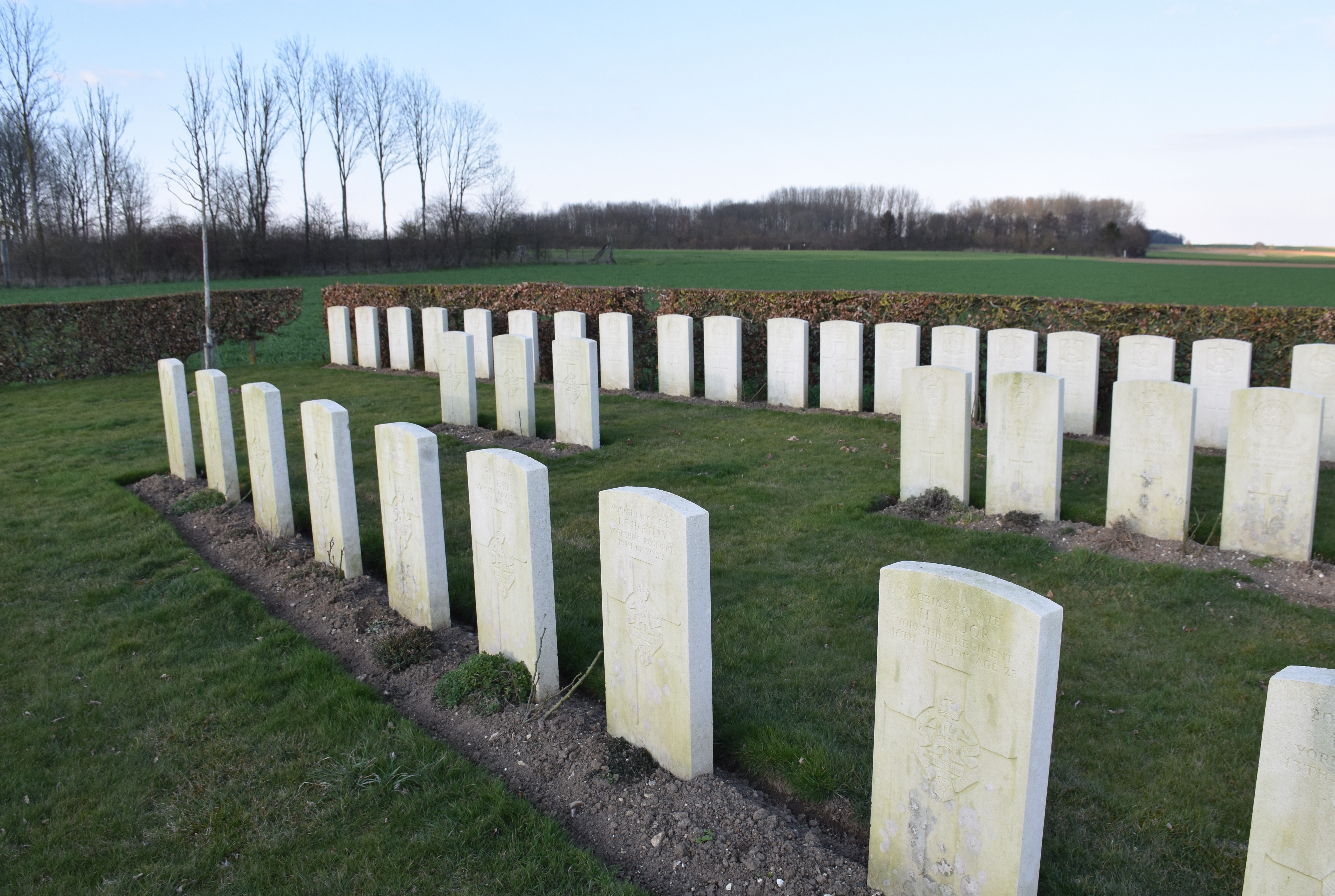
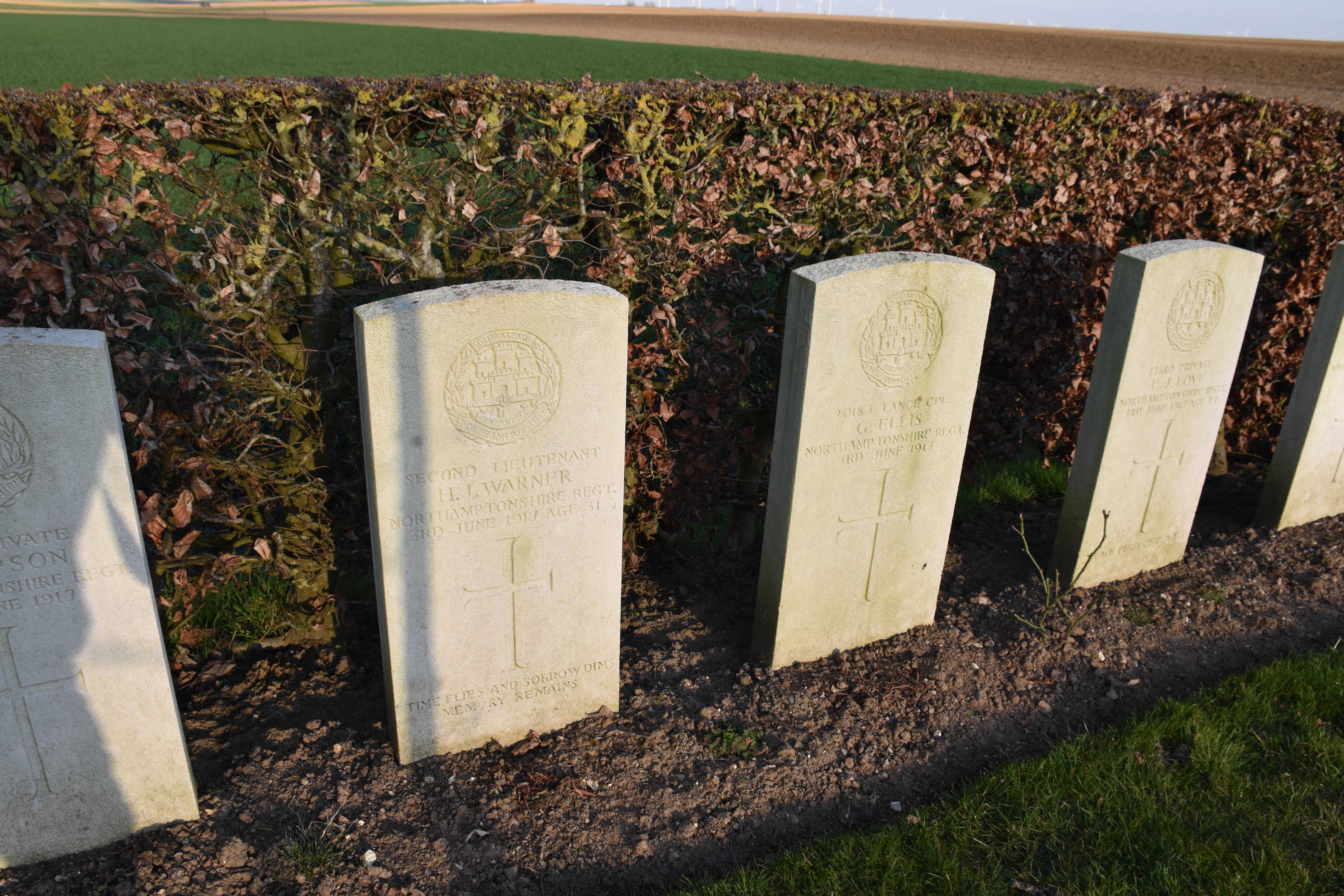
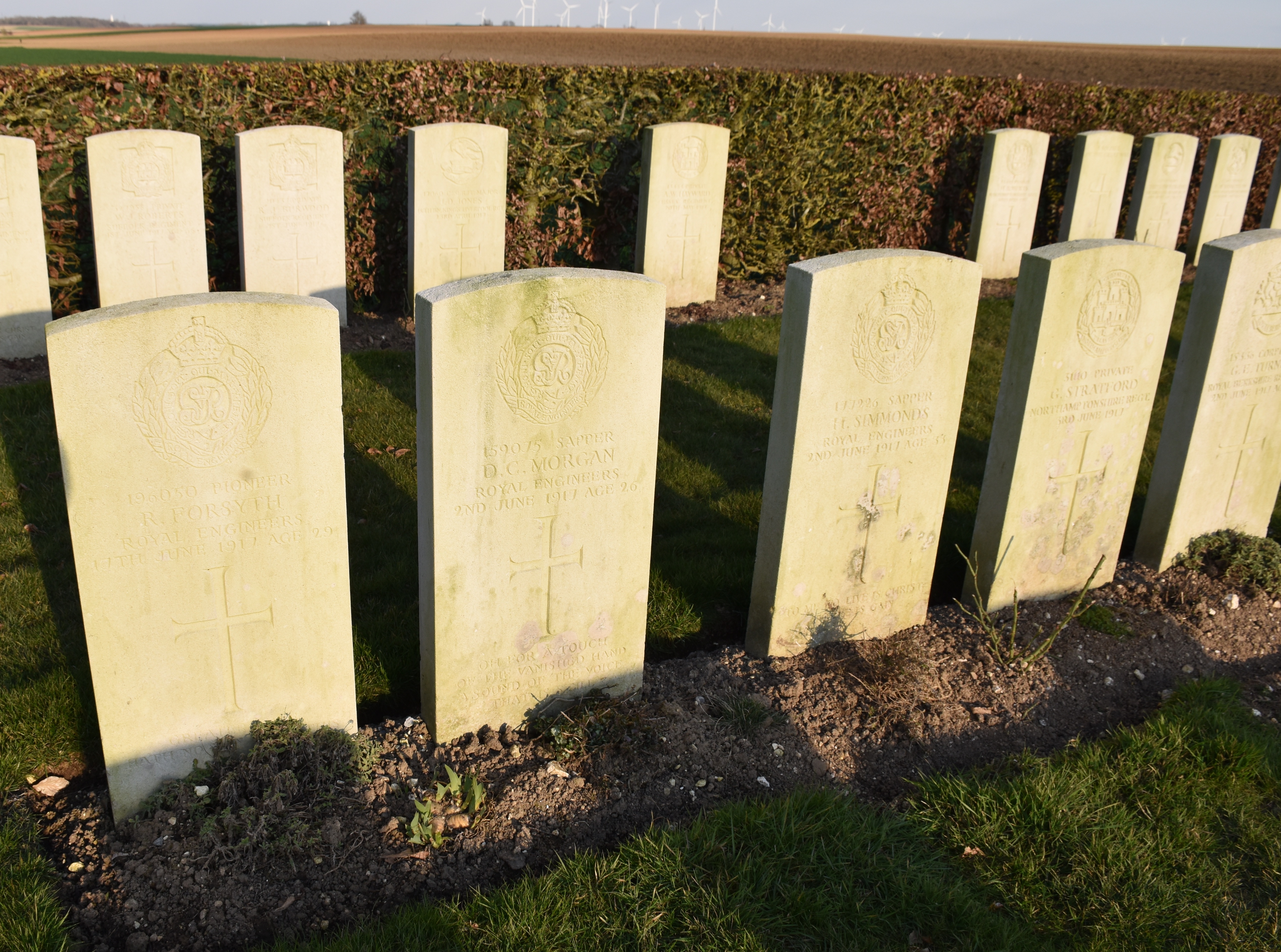
Les tombes de soldats du Royal Engineers tombés le 3 juin 1917.

## Pour approfondir